# Journées européennes de l'opéra
Les Journées européennes de l’opéra (European Opera Days) sont une initiative conjointe des associations Opera Europa, Fedora et RESEO.
Les compagnies d’opéra européennes ont célébré les 400 ans de l’opéra pendant le weekend du 16 au 18 février 2007. Première manifestation de ce genre en Europe, elle a rassemblé les meilleurs spécialistes de toutes les disciplines artistiques du monde lyrique. Les journées lyriques en Europe ont célébré l’opéra, avec ses décors et costumes spectaculaires, sa musique puissante, ses voix touchantes, et ses livrets questionnant le monde moderne.
À travers l’Europe, des maisons d’opéra ont organisé des événements pour présenter l’opéra et leur travail à de nouveaux publics. En même temps, Gerard Mortier et l’Opéra de Paris ont accueilli une réunion de professionnels et amateurs d’opéra, lors de conférences à l’Opéra Bastille.